# Stegastes trindadensis
Stegastes trindadensis är en fiskart som beskrevs av Gasparini, Moura och Sazima, 1999. Stegastes trindadensis ingår i släktet Stegastes och familjen Pomacentridae. Inga underarter finns listade i Catalogue of Life.